# Aleksander Bekowicz-Czerkieski
Aleksander Bekowicz-Czerkieski (ros. Александр Бекович-Черкасский) właściwie Devlet-Girei-mırza (ros. Девлет-Гирей-мурза) (zm. 1717 Chanat Chiwy) – potomek czerkieskich książąt zamieszkujących rejon Kabardii, oficer rosyjski.

## Życie
Przyszedł na świat jako Devlet-Girei-mırza, trzeci syn kniazia Bekmurzy Dżambulatowa. Swoje pochodzenie wywodził od najwyższego wielkiego księcia Kabardii, Kazy Pszepszokowa (zm. 1615), który miał być jego pradziadkiem. W źródłach rosyjskich po raz pierwszy wzmiankowano go w roku 1688. Wkrótce później został uprowadzony z rodzinnych stron i ochrzczony jako Aleksander. Uczyniono z niego zakładnika na dworze księcia Borysa Golicyna.
W latach 1708–1709, z rozkazu cara Piotra I udał się wraz z grupą innych osób do Holandii i na Półwysep Apeniński aby studiować nawigację. Po powrocie z Europy Zachodniej w 1711, Aleksander wstąpił do Pułku Preobrażeńskiego i od 1714 służył w nim w randze kapitana. W międzyczasie prowadził skuteczne mediacje z możnowładcami kabardzkimi w celu pozyskania ich do wsparcia sił rosyjskich w walkach z Imperium osmańskim.
Od 1716 Aleksander był zaangażowany z rozkazu cara w przygotowania do kampanii przeciwko chanatowi Chiwy. Piotr I liczył, że udany podbój tego państwa zapewni mu stałe dostawy złota, potrzebnego do kontynuowana działań w tzw. III wojnie północnej. Wiosną 1717 roku Bekowicz-Czerkieski pomaszerował na Chiwę w sile ok. 7 tys. żołnierzy. Z wyprawy tej już nie powrócił. Z zeznań kilku ocalałych Kozaków, którym udało się jakiś czas później zbiec z niewoli do Rosji, siły Bekowicza-Czerkieskiego zostały podstępem rozdzielone a następnie rozgromione przez wojska chańskie. Głowę poległego Aleksandra chan Shir Ghazi wysłał jako prezent, w dowód triumfu, Abul Faidowi – chanowi Buchary.

## Rodzina
Aleksander Bekowicz-Czerkieski miał dwóch synów:
- Aleksandra Bekowicz-Czerkieskiego starszego – pułkownika w armii rosyjskiej (zmarł bezpotomnie);
- Aleksandra Bekowicz-Czerkieskiego młodszego – brygadiera w armii rosyjskiej (miał czterech synów)

## Upamiętnienie
- w Rosji funkcjonuje przysłowie będące echem wyprawy i śmierci Aleksandra – "zniknął jak Bekowicz";
- jeden z jego synów, na cześć ojca nazwał posiadaną wieś Bekowo (obecnie będącą centrum administracyjnym powiatu bekowskiego w obwodzie penzeńskim;
- na fladze powiatu bekowskiego od 2007 roku widnieje czerkiesko-kabardyjski turban symbolizujący kapitana Bekowicz-Czerkieskiego;
- na terytorium obecnego Kazachstanu istnieje Zatoka Aleksandra Bekowicza-Czerkiesiego.